# (34179) Bryanchun
2000 QT41 (asteroide 34179) é um asteroide da cintura principal. Possui uma excentricidade de 0.13975110 e uma inclinação de 2.34993º.
Este asteroide foi descoberto no dia 24 de agosto de 2000 por LINEAR em Socorro.